# Kosovaars handbalteam (vrouwen)
Het Kosovaars handbalteam is het nationale team van Kosovo voor vrouwen. Het team vertegenwoordigt de Federata E Hendbollit E Kosoves.

## Resultaten

### Olympische Spelen
| Olympische Spelen | Olympische Spelen                                                   | Olympische Spelen                                                   | Olympische Spelen                                                   | Olympische Spelen                                                   | Olympische Spelen                                                   | Olympische Spelen                                                   | Olympische Spelen                                                   | Olympische Spelen                                                   |
| Jaar (teams)      | Resultaat                                                           | Wed                                                                 | W                                                                   | G                                                                   | V                                                                   | DV                                                                  | DT                                                                  | DS                                                                  |
| ----------------- | ------------------------------------------------------------------- | ------------------------------------------------------------------- | ------------------------------------------------------------------- | ------------------------------------------------------------------- | ------------------------------------------------------------------- | ------------------------------------------------------------------- | ------------------------------------------------------------------- | ------------------------------------------------------------------- |
| 1976 (6)          | Onderdeel van Joegoslavië (niet gekwalificeerd)                     | Onderdeel van Joegoslavië (niet gekwalificeerd)                     | Onderdeel van Joegoslavië (niet gekwalificeerd)                     | Onderdeel van Joegoslavië (niet gekwalificeerd)                     | Onderdeel van Joegoslavië (niet gekwalificeerd)                     | Onderdeel van Joegoslavië (niet gekwalificeerd)                     | Onderdeel van Joegoslavië (niet gekwalificeerd)                     | Onderdeel van Joegoslavië (niet gekwalificeerd)                     |
| 1980 (6)          | Onderdeel van Joegoslavië (gekwalificeerd)                          | Onderdeel van Joegoslavië (gekwalificeerd)                          | Onderdeel van Joegoslavië (gekwalificeerd)                          | Onderdeel van Joegoslavië (gekwalificeerd)                          | Onderdeel van Joegoslavië (gekwalificeerd)                          | Onderdeel van Joegoslavië (gekwalificeerd)                          | Onderdeel van Joegoslavië (gekwalificeerd)                          | Onderdeel van Joegoslavië (gekwalificeerd)                          |
| 1984 (6)          | Onderdeel van Joegoslavië (gekwalificeerd)                          | Onderdeel van Joegoslavië (gekwalificeerd)                          | Onderdeel van Joegoslavië (gekwalificeerd)                          | Onderdeel van Joegoslavië (gekwalificeerd)                          | Onderdeel van Joegoslavië (gekwalificeerd)                          | Onderdeel van Joegoslavië (gekwalificeerd)                          | Onderdeel van Joegoslavië (gekwalificeerd)                          | Onderdeel van Joegoslavië (gekwalificeerd)                          |
| 1988 (8)          | Onderdeel van Joegoslavië (gekwalificeerd)                          | Onderdeel van Joegoslavië (gekwalificeerd)                          | Onderdeel van Joegoslavië (gekwalificeerd)                          | Onderdeel van Joegoslavië (gekwalificeerd)                          | Onderdeel van Joegoslavië (gekwalificeerd)                          | Onderdeel van Joegoslavië (gekwalificeerd)                          | Onderdeel van Joegoslavië (gekwalificeerd)                          | Onderdeel van Joegoslavië (gekwalificeerd)                          |
| 1992 (8)          | Onderdeel van Joegoslavië (gekwalificeerd, maar later uitgesloten)  | Onderdeel van Joegoslavië (gekwalificeerd, maar later uitgesloten)  | Onderdeel van Joegoslavië (gekwalificeerd, maar later uitgesloten)  | Onderdeel van Joegoslavië (gekwalificeerd, maar later uitgesloten)  | Onderdeel van Joegoslavië (gekwalificeerd, maar later uitgesloten)  | Onderdeel van Joegoslavië (gekwalificeerd, maar later uitgesloten)  | Onderdeel van Joegoslavië (gekwalificeerd, maar later uitgesloten)  | Onderdeel van Joegoslavië (gekwalificeerd, maar later uitgesloten)  |
| 1996 (8)          | Onderdeel van Servië (uitgesloten van deelname aan de kwalificatie) | Onderdeel van Servië (uitgesloten van deelname aan de kwalificatie) | Onderdeel van Servië (uitgesloten van deelname aan de kwalificatie) | Onderdeel van Servië (uitgesloten van deelname aan de kwalificatie) | Onderdeel van Servië (uitgesloten van deelname aan de kwalificatie) | Onderdeel van Servië (uitgesloten van deelname aan de kwalificatie) | Onderdeel van Servië (uitgesloten van deelname aan de kwalificatie) | Onderdeel van Servië (uitgesloten van deelname aan de kwalificatie) |
| 2000 (10)         | Onderdeel van Servië (niet gekwalificeerd)                          | Onderdeel van Servië (niet gekwalificeerd)                          | Onderdeel van Servië (niet gekwalificeerd)                          | Onderdeel van Servië (niet gekwalificeerd)                          | Onderdeel van Servië (niet gekwalificeerd)                          | Onderdeel van Servië (niet gekwalificeerd)                          | Onderdeel van Servië (niet gekwalificeerd)                          | Onderdeel van Servië (niet gekwalificeerd)                          |
| 2004 (10)         | Onderdeel van Servië (niet gekwalificeerd)                          | Onderdeel van Servië (niet gekwalificeerd)                          | Onderdeel van Servië (niet gekwalificeerd)                          | Onderdeel van Servië (niet gekwalificeerd)                          | Onderdeel van Servië (niet gekwalificeerd)                          | Onderdeel van Servië (niet gekwalificeerd)                          | Onderdeel van Servië (niet gekwalificeerd)                          | Onderdeel van Servië (niet gekwalificeerd)                          |
| 2008 (12)         | Onderdeel van Servië (niet gekwalificeerd)                          | Onderdeel van Servië (niet gekwalificeerd)                          | Onderdeel van Servië (niet gekwalificeerd)                          | Onderdeel van Servië (niet gekwalificeerd)                          | Onderdeel van Servië (niet gekwalificeerd)                          | Onderdeel van Servië (niet gekwalificeerd)                          | Onderdeel van Servië (niet gekwalificeerd)                          | Onderdeel van Servië (niet gekwalificeerd)                          |
| 2012 (12)         | Niet deelgenomen aan kwalificatie                                   | Niet deelgenomen aan kwalificatie                                   | Niet deelgenomen aan kwalificatie                                   | Niet deelgenomen aan kwalificatie                                   | Niet deelgenomen aan kwalificatie                                   | Niet deelgenomen aan kwalificatie                                   | Niet deelgenomen aan kwalificatie                                   | Niet deelgenomen aan kwalificatie                                   |
| 2016 (12)         | Niet deelgenomen aan kwalificatie                                   | Niet deelgenomen aan kwalificatie                                   | Niet deelgenomen aan kwalificatie                                   | Niet deelgenomen aan kwalificatie                                   | Niet deelgenomen aan kwalificatie                                   | Niet deelgenomen aan kwalificatie                                   | Niet deelgenomen aan kwalificatie                                   | Niet deelgenomen aan kwalificatie                                   |
| 2020 (12)         | Niet gekwalificeerd                                                 | Niet gekwalificeerd                                                 | Niet gekwalificeerd                                                 | Niet gekwalificeerd                                                 | Niet gekwalificeerd                                                 | Niet gekwalificeerd                                                 | Niet gekwalificeerd                                                 | Niet gekwalificeerd                                                 |
| Totaal            | 0/3                                                                 | 0                                                                   | 0                                                                   | 0                                                                   | 0                                                                   | 0                                                                   | 0                                                                   | 0                                                                   |

 Kampioen   Runner-up   Derde plaats   Vierde plaats

### Wereldkampioenschap
| Wereldkampioenschap | Wereldkampioenschap                                                 | Wereldkampioenschap                                                 | Wereldkampioenschap                                                 | Wereldkampioenschap                                                 | Wereldkampioenschap                                                 | Wereldkampioenschap                                                 | Wereldkampioenschap                                                 | Wereldkampioenschap                                                 |
| Jaar                | Resultaat                                                           | Wed                                                                 | W                                                                   | G                                                                   | V                                                                   | DV                                                                  | DT                                                                  | DS                                                                  |
| ------------------- | ------------------------------------------------------------------- | ------------------------------------------------------------------- | ------------------------------------------------------------------- | ------------------------------------------------------------------- | ------------------------------------------------------------------- | ------------------------------------------------------------------- | ------------------------------------------------------------------- | ------------------------------------------------------------------- |
| 1957                | Onderdeel van Joegoslavië (gekwalificeerd)                          | Onderdeel van Joegoslavië (gekwalificeerd)                          | Onderdeel van Joegoslavië (gekwalificeerd)                          | Onderdeel van Joegoslavië (gekwalificeerd)                          | Onderdeel van Joegoslavië (gekwalificeerd)                          | Onderdeel van Joegoslavië (gekwalificeerd)                          | Onderdeel van Joegoslavië (gekwalificeerd)                          | Onderdeel van Joegoslavië (gekwalificeerd)                          |
| 1962                | Onderdeel van Joegoslavië (gekwalificeerd)                          | Onderdeel van Joegoslavië (gekwalificeerd)                          | Onderdeel van Joegoslavië (gekwalificeerd)                          | Onderdeel van Joegoslavië (gekwalificeerd)                          | Onderdeel van Joegoslavië (gekwalificeerd)                          | Onderdeel van Joegoslavië (gekwalificeerd)                          | Onderdeel van Joegoslavië (gekwalificeerd)                          | Onderdeel van Joegoslavië (gekwalificeerd)                          |
| 1965                | Onderdeel van Joegoslavië (gekwalificeerd)                          | Onderdeel van Joegoslavië (gekwalificeerd)                          | Onderdeel van Joegoslavië (gekwalificeerd)                          | Onderdeel van Joegoslavië (gekwalificeerd)                          | Onderdeel van Joegoslavië (gekwalificeerd)                          | Onderdeel van Joegoslavië (gekwalificeerd)                          | Onderdeel van Joegoslavië (gekwalificeerd)                          | Onderdeel van Joegoslavië (gekwalificeerd)                          |
| 1971                | Onderdeel van Joegoslavië (gekwalificeerd)                          | Onderdeel van Joegoslavië (gekwalificeerd)                          | Onderdeel van Joegoslavië (gekwalificeerd)                          | Onderdeel van Joegoslavië (gekwalificeerd)                          | Onderdeel van Joegoslavië (gekwalificeerd)                          | Onderdeel van Joegoslavië (gekwalificeerd)                          | Onderdeel van Joegoslavië (gekwalificeerd)                          | Onderdeel van Joegoslavië (gekwalificeerd)                          |
| 1973                | Onderdeel van Joegoslavië (gekwalificeerd)                          | Onderdeel van Joegoslavië (gekwalificeerd)                          | Onderdeel van Joegoslavië (gekwalificeerd)                          | Onderdeel van Joegoslavië (gekwalificeerd)                          | Onderdeel van Joegoslavië (gekwalificeerd)                          | Onderdeel van Joegoslavië (gekwalificeerd)                          | Onderdeel van Joegoslavië (gekwalificeerd)                          | Onderdeel van Joegoslavië (gekwalificeerd)                          |
| 1975                | Onderdeel van Joegoslavië (gekwalificeerd)                          | Onderdeel van Joegoslavië (gekwalificeerd)                          | Onderdeel van Joegoslavië (gekwalificeerd)                          | Onderdeel van Joegoslavië (gekwalificeerd)                          | Onderdeel van Joegoslavië (gekwalificeerd)                          | Onderdeel van Joegoslavië (gekwalificeerd)                          | Onderdeel van Joegoslavië (gekwalificeerd)                          | Onderdeel van Joegoslavië (gekwalificeerd)                          |
| 1978                | Onderdeel van Joegoslavië (gekwalificeerd)                          | Onderdeel van Joegoslavië (gekwalificeerd)                          | Onderdeel van Joegoslavië (gekwalificeerd)                          | Onderdeel van Joegoslavië (gekwalificeerd)                          | Onderdeel van Joegoslavië (gekwalificeerd)                          | Onderdeel van Joegoslavië (gekwalificeerd)                          | Onderdeel van Joegoslavië (gekwalificeerd)                          | Onderdeel van Joegoslavië (gekwalificeerd)                          |
| 1982                | Onderdeel van Joegoslavië (gekwalificeerd)                          | Onderdeel van Joegoslavië (gekwalificeerd)                          | Onderdeel van Joegoslavië (gekwalificeerd)                          | Onderdeel van Joegoslavië (gekwalificeerd)                          | Onderdeel van Joegoslavië (gekwalificeerd)                          | Onderdeel van Joegoslavië (gekwalificeerd)                          | Onderdeel van Joegoslavië (gekwalificeerd)                          | Onderdeel van Joegoslavië (gekwalificeerd)                          |
| 1986                | Onderdeel van Joegoslavië (gekwalificeerd)                          | Onderdeel van Joegoslavië (gekwalificeerd)                          | Onderdeel van Joegoslavië (gekwalificeerd)                          | Onderdeel van Joegoslavië (gekwalificeerd)                          | Onderdeel van Joegoslavië (gekwalificeerd)                          | Onderdeel van Joegoslavië (gekwalificeerd)                          | Onderdeel van Joegoslavië (gekwalificeerd)                          | Onderdeel van Joegoslavië (gekwalificeerd)                          |
| 1990                | Onderdeel van Joegoslavië (gekwalificeerd)                          | Onderdeel van Joegoslavië (gekwalificeerd)                          | Onderdeel van Joegoslavië (gekwalificeerd)                          | Onderdeel van Joegoslavië (gekwalificeerd)                          | Onderdeel van Joegoslavië (gekwalificeerd)                          | Onderdeel van Joegoslavië (gekwalificeerd)                          | Onderdeel van Joegoslavië (gekwalificeerd)                          | Onderdeel van Joegoslavië (gekwalificeerd)                          |
| 1993                | Onderdeel van Joegoslavië (gekwalificeerd, maar later uitgesloten)  | Onderdeel van Joegoslavië (gekwalificeerd, maar later uitgesloten)  | Onderdeel van Joegoslavië (gekwalificeerd, maar later uitgesloten)  | Onderdeel van Joegoslavië (gekwalificeerd, maar later uitgesloten)  | Onderdeel van Joegoslavië (gekwalificeerd, maar later uitgesloten)  | Onderdeel van Joegoslavië (gekwalificeerd, maar later uitgesloten)  | Onderdeel van Joegoslavië (gekwalificeerd, maar later uitgesloten)  | Onderdeel van Joegoslavië (gekwalificeerd, maar later uitgesloten)  |
| 1995                | Onderdeel van Servië (uitgesloten van deelname aan de kwalificatie) | Onderdeel van Servië (uitgesloten van deelname aan de kwalificatie) | Onderdeel van Servië (uitgesloten van deelname aan de kwalificatie) | Onderdeel van Servië (uitgesloten van deelname aan de kwalificatie) | Onderdeel van Servië (uitgesloten van deelname aan de kwalificatie) | Onderdeel van Servië (uitgesloten van deelname aan de kwalificatie) | Onderdeel van Servië (uitgesloten van deelname aan de kwalificatie) | Onderdeel van Servië (uitgesloten van deelname aan de kwalificatie) |
| 1997                | Niet gekwalificeerd als Servië                                      | Niet gekwalificeerd als Servië                                      | Niet gekwalificeerd als Servië                                      | Niet gekwalificeerd als Servië                                      | Niet gekwalificeerd als Servië                                      | Niet gekwalificeerd als Servië                                      | Niet gekwalificeerd als Servië                                      | Niet gekwalificeerd als Servië                                      |
| 1999                | Niet gekwalificeerd als Servië                                      | Niet gekwalificeerd als Servië                                      | Niet gekwalificeerd als Servië                                      | Niet gekwalificeerd als Servië                                      | Niet gekwalificeerd als Servië                                      | Niet gekwalificeerd als Servië                                      | Niet gekwalificeerd als Servië                                      | Niet gekwalificeerd als Servië                                      |
| 2001                | Gekwalificeerd als Servië                                           | Gekwalificeerd als Servië                                           | Gekwalificeerd als Servië                                           | Gekwalificeerd als Servië                                           | Gekwalificeerd als Servië                                           | Gekwalificeerd als Servië                                           | Gekwalificeerd als Servië                                           | Gekwalificeerd als Servië                                           |
| 2003                | Gekwalificeerd als Servië                                           | Gekwalificeerd als Servië                                           | Gekwalificeerd als Servië                                           | Gekwalificeerd als Servië                                           | Gekwalificeerd als Servië                                           | Gekwalificeerd als Servië                                           | Gekwalificeerd als Servië                                           | Gekwalificeerd als Servië                                           |
| 2005                | Niet gekwalificeerd als Servië                                      | Niet gekwalificeerd als Servië                                      | Niet gekwalificeerd als Servië                                      | Niet gekwalificeerd als Servië                                      | Niet gekwalificeerd als Servië                                      | Niet gekwalificeerd als Servië                                      | Niet gekwalificeerd als Servië                                      | Niet gekwalificeerd als Servië                                      |
| 2007                | Niet gekwalificeerd als Servië                                      | Niet gekwalificeerd als Servië                                      | Niet gekwalificeerd als Servië                                      | Niet gekwalificeerd als Servië                                      | Niet gekwalificeerd als Servië                                      | Niet gekwalificeerd als Servië                                      | Niet gekwalificeerd als Servië                                      | Niet gekwalificeerd als Servië                                      |
| 2009                | Niet gekwalificeerd als Servië                                      | Niet gekwalificeerd als Servië                                      | Niet gekwalificeerd als Servië                                      | Niet gekwalificeerd als Servië                                      | Niet gekwalificeerd als Servië                                      | Niet gekwalificeerd als Servië                                      | Niet gekwalificeerd als Servië                                      | Niet gekwalificeerd als Servië                                      |
| 2011                | Niet gekwalificeerd als Servië                                      | Niet gekwalificeerd als Servië                                      | Niet gekwalificeerd als Servië                                      | Niet gekwalificeerd als Servië                                      | Niet gekwalificeerd als Servië                                      | Niet gekwalificeerd als Servië                                      | Niet gekwalificeerd als Servië                                      | Niet gekwalificeerd als Servië                                      |
| 2013                | Gekwalificeerd als Servië                                           | Gekwalificeerd als Servië                                           | Gekwalificeerd als Servië                                           | Gekwalificeerd als Servië                                           | Gekwalificeerd als Servië                                           | Gekwalificeerd als Servië                                           | Gekwalificeerd als Servië                                           | Gekwalificeerd als Servië                                           |
| 2015                | Gekwalificeerd als Servië                                           | Gekwalificeerd als Servië                                           | Gekwalificeerd als Servië                                           | Gekwalificeerd als Servië                                           | Gekwalificeerd als Servië                                           | Gekwalificeerd als Servië                                           | Gekwalificeerd als Servië                                           | Gekwalificeerd als Servië                                           |
| 2017                | Niet gekwalificeerd                                                 | Niet gekwalificeerd                                                 | Niet gekwalificeerd                                                 | Niet gekwalificeerd                                                 | Niet gekwalificeerd                                                 | Niet gekwalificeerd                                                 | Niet gekwalificeerd                                                 | Niet gekwalificeerd                                                 |
| 2019                | Niet gekwalificeerd                                                 | Niet gekwalificeerd                                                 | Niet gekwalificeerd                                                 | Niet gekwalificeerd                                                 | Niet gekwalificeerd                                                 | Niet gekwalificeerd                                                 | Niet gekwalificeerd                                                 | Niet gekwalificeerd                                                 |
| 2021                | Niet gekwalificeerd                                                 | Niet gekwalificeerd                                                 | Niet gekwalificeerd                                                 | Niet gekwalificeerd                                                 | Niet gekwalificeerd                                                 | Niet gekwalificeerd                                                 | Niet gekwalificeerd                                                 | Niet gekwalificeerd                                                 |
| Totaal              | 0/2                                                                 | 0                                                                   | 0                                                                   | 0                                                                   | 0                                                                   | 0                                                                   | 0                                                                   | 0                                                                   |

 Kampioen   Runner-up   Derde plaats   Vierde plaats

### Europees kampioenschap
| Europees kampioenschap | Europees kampioenschap                                           | Europees kampioenschap                                           | Europees kampioenschap                                           | Europees kampioenschap                                           | Europees kampioenschap                                           | Europees kampioenschap                                           | Europees kampioenschap                                           | Europees kampioenschap                                           |
| Jaar (teams)           | Resultaat                                                        | Wed                                                              | W                                                                | G                                                                | V                                                                | DV                                                               | DT                                                               | DS                                                               |
| ---------------------- | ---------------------------------------------------------------- | ---------------------------------------------------------------- | ---------------------------------------------------------------- | ---------------------------------------------------------------- | ---------------------------------------------------------------- | ---------------------------------------------------------------- | ---------------------------------------------------------------- | ---------------------------------------------------------------- |
| 1994 (12)              | Onderdeel van Servië (uitgesloten van deelname aan kwalificatie) | Onderdeel van Servië (uitgesloten van deelname aan kwalificatie) | Onderdeel van Servië (uitgesloten van deelname aan kwalificatie) | Onderdeel van Servië (uitgesloten van deelname aan kwalificatie) | Onderdeel van Servië (uitgesloten van deelname aan kwalificatie) | Onderdeel van Servië (uitgesloten van deelname aan kwalificatie) | Onderdeel van Servië (uitgesloten van deelname aan kwalificatie) | Onderdeel van Servië (uitgesloten van deelname aan kwalificatie) |
| 1996 (12)              | Onderdeel van Servië (niet gekwalificeerd)                       | Onderdeel van Servië (niet gekwalificeerd)                       | Onderdeel van Servië (niet gekwalificeerd)                       | Onderdeel van Servië (niet gekwalificeerd)                       | Onderdeel van Servië (niet gekwalificeerd)                       | Onderdeel van Servië (niet gekwalificeerd)                       | Onderdeel van Servië (niet gekwalificeerd)                       | Onderdeel van Servië (niet gekwalificeerd)                       |
| 1998 (12)              | Onderdeel van Servië (niet gekwalificeerd)                       | Onderdeel van Servië (niet gekwalificeerd)                       | Onderdeel van Servië (niet gekwalificeerd)                       | Onderdeel van Servië (niet gekwalificeerd)                       | Onderdeel van Servië (niet gekwalificeerd)                       | Onderdeel van Servië (niet gekwalificeerd)                       | Onderdeel van Servië (niet gekwalificeerd)                       | Onderdeel van Servië (niet gekwalificeerd)                       |
| 2000 (12)              | Onderdeel van Servië (gekwalificeerd)                            | Onderdeel van Servië (gekwalificeerd)                            | Onderdeel van Servië (gekwalificeerd)                            | Onderdeel van Servië (gekwalificeerd)                            | Onderdeel van Servië (gekwalificeerd)                            | Onderdeel van Servië (gekwalificeerd)                            | Onderdeel van Servië (gekwalificeerd)                            | Onderdeel van Servië (gekwalificeerd)                            |
| 2002 (16)              | Onderdeel van Servië (gekwalificeerd)                            | Onderdeel van Servië (gekwalificeerd)                            | Onderdeel van Servië (gekwalificeerd)                            | Onderdeel van Servië (gekwalificeerd)                            | Onderdeel van Servië (gekwalificeerd)                            | Onderdeel van Servië (gekwalificeerd)                            | Onderdeel van Servië (gekwalificeerd)                            | Onderdeel van Servië (gekwalificeerd)                            |
| 2004 (16)              | Onderdeel van Servië (gekwalificeerd)                            | Onderdeel van Servië (gekwalificeerd)                            | Onderdeel van Servië (gekwalificeerd)                            | Onderdeel van Servië (gekwalificeerd)                            | Onderdeel van Servië (gekwalificeerd)                            | Onderdeel van Servië (gekwalificeerd)                            | Onderdeel van Servië (gekwalificeerd)                            | Onderdeel van Servië (gekwalificeerd)                            |
| 2006 (16)              | Onderdeel van Servië (gekwalificeerd)                            | Onderdeel van Servië (gekwalificeerd)                            | Onderdeel van Servië (gekwalificeerd)                            | Onderdeel van Servië (gekwalificeerd)                            | Onderdeel van Servië (gekwalificeerd)                            | Onderdeel van Servië (gekwalificeerd)                            | Onderdeel van Servië (gekwalificeerd)                            | Onderdeel van Servië (gekwalificeerd)                            |
| 2008 (16)              | Onderdeel van Servië (gekwalificeerd)                            | Onderdeel van Servië (gekwalificeerd)                            | Onderdeel van Servië (gekwalificeerd)                            | Onderdeel van Servië (gekwalificeerd)                            | Onderdeel van Servië (gekwalificeerd)                            | Onderdeel van Servië (gekwalificeerd)                            | Onderdeel van Servië (gekwalificeerd)                            | Onderdeel van Servië (gekwalificeerd)                            |
| 2010 (16)              | Niet deelgenomen aan kwalificatie                                | Niet deelgenomen aan kwalificatie                                | Niet deelgenomen aan kwalificatie                                | Niet deelgenomen aan kwalificatie                                | Niet deelgenomen aan kwalificatie                                | Niet deelgenomen aan kwalificatie                                | Niet deelgenomen aan kwalificatie                                | Niet deelgenomen aan kwalificatie                                |
| 2012 (16)              | Niet deelgenomen aan kwalificatie                                | Niet deelgenomen aan kwalificatie                                | Niet deelgenomen aan kwalificatie                                | Niet deelgenomen aan kwalificatie                                | Niet deelgenomen aan kwalificatie                                | Niet deelgenomen aan kwalificatie                                | Niet deelgenomen aan kwalificatie                                | Niet deelgenomen aan kwalificatie                                |
| 2014 (16)              | Niet deelgenomen aan kwalificatie                                | Niet deelgenomen aan kwalificatie                                | Niet deelgenomen aan kwalificatie                                | Niet deelgenomen aan kwalificatie                                | Niet deelgenomen aan kwalificatie                                | Niet deelgenomen aan kwalificatie                                | Niet deelgenomen aan kwalificatie                                | Niet deelgenomen aan kwalificatie                                |
| 2016 (16)              | Niet gekwalificeerd                                              | Niet gekwalificeerd                                              | Niet gekwalificeerd                                              | Niet gekwalificeerd                                              | Niet gekwalificeerd                                              | Niet gekwalificeerd                                              | Niet gekwalificeerd                                              | Niet gekwalificeerd                                              |
| 2018 (16)              | Niet gekwalificeerd                                              | Niet gekwalificeerd                                              | Niet gekwalificeerd                                              | Niet gekwalificeerd                                              | Niet gekwalificeerd                                              | Niet gekwalificeerd                                              | Niet gekwalificeerd                                              | Niet gekwalificeerd                                              |
| 2020 (16)              | Niet gekwalificeerd                                              | Niet gekwalificeerd                                              | Niet gekwalificeerd                                              | Niet gekwalificeerd                                              | Niet gekwalificeerd                                              | Niet gekwalificeerd                                              | Niet gekwalificeerd                                              | Niet gekwalificeerd                                              |
| 2022 (16)              | Niet gekwalificeerd                                              | Niet gekwalificeerd                                              | Niet gekwalificeerd                                              | Niet gekwalificeerd                                              | Niet gekwalificeerd                                              | Niet gekwalificeerd                                              | Niet gekwalificeerd                                              | Niet gekwalificeerd                                              |
| Totaal                 | 0/7                                                              | 0                                                                | 0                                                                | 0                                                                | 0                                                                | 0                                                                | 0                                                                | 0                                                                |

 Kampioen   Runner-up   Derde plaats   Vierde plaats

### Middellandse Zeespelen
De Middellandse Zeespelen is een sportevenement voor landen die een kust hebben aan de Middellandse Zee, en voor enkele andere landen die in de buurt van de zee liggen.
| Middellandse Zeespelen | Middellandse Zeespelen             | Middellandse Zeespelen             | Middellandse Zeespelen             | Middellandse Zeespelen             | Middellandse Zeespelen             | Middellandse Zeespelen             | Middellandse Zeespelen             | Middellandse Zeespelen             |
| Jaar                   | Resultaat                          | Wed                                | W                                  | G                                  | V                                  | DV                                 | DT                                 | DS                                 |
| ---------------------- | ---------------------------------- | ---------------------------------- | ---------------------------------- | ---------------------------------- | ---------------------------------- | ---------------------------------- | ---------------------------------- | ---------------------------------- |
| 1979                   | Onderdeel van Joegoslavië          | Onderdeel van Joegoslavië          | Onderdeel van Joegoslavië          | Onderdeel van Joegoslavië          | Onderdeel van Joegoslavië          | Onderdeel van Joegoslavië          | Onderdeel van Joegoslavië          | Onderdeel van Joegoslavië          |
| 1983                   | Onderdeel van Joegoslavië          | Onderdeel van Joegoslavië          | Onderdeel van Joegoslavië          | Onderdeel van Joegoslavië          | Onderdeel van Joegoslavië          | Onderdeel van Joegoslavië          | Onderdeel van Joegoslavië          | Onderdeel van Joegoslavië          |
| 1987                   | Onderdeel van Joegoslavië          | Onderdeel van Joegoslavië          | Onderdeel van Joegoslavië          | Onderdeel van Joegoslavië          | Onderdeel van Joegoslavië          | Onderdeel van Joegoslavië          | Onderdeel van Joegoslavië          | Onderdeel van Joegoslavië          |
| 1991                   | Onderdeel van Joegoslavië          | Onderdeel van Joegoslavië          | Onderdeel van Joegoslavië          | Onderdeel van Joegoslavië          | Onderdeel van Joegoslavië          | Onderdeel van Joegoslavië          | Onderdeel van Joegoslavië          | Onderdeel van Joegoslavië          |
| 1993                   | Onderdeel van Joegoslavië          | Onderdeel van Joegoslavië          | Onderdeel van Joegoslavië          | Onderdeel van Joegoslavië          | Onderdeel van Joegoslavië          | Onderdeel van Joegoslavië          | Onderdeel van Joegoslavië          | Onderdeel van Joegoslavië          |
| 1997                   | Onderdeel van Joegoslavië          | Onderdeel van Joegoslavië          | Onderdeel van Joegoslavië          | Onderdeel van Joegoslavië          | Onderdeel van Joegoslavië          | Onderdeel van Joegoslavië          | Onderdeel van Joegoslavië          | Onderdeel van Joegoslavië          |
| 2001                   | Onderdeel van Joegoslavië          | Onderdeel van Joegoslavië          | Onderdeel van Joegoslavië          | Onderdeel van Joegoslavië          | Onderdeel van Joegoslavië          | Onderdeel van Joegoslavië          | Onderdeel van Joegoslavië          | Onderdeel van Joegoslavië          |
| 2005                   | Onderdeel van Servië en Montenegro | Onderdeel van Servië en Montenegro | Onderdeel van Servië en Montenegro | Onderdeel van Servië en Montenegro | Onderdeel van Servië en Montenegro | Onderdeel van Servië en Montenegro | Onderdeel van Servië en Montenegro | Onderdeel van Servië en Montenegro |
| 2009                   | Niet deelgenomen                   | Niet deelgenomen                   | Niet deelgenomen                   | Niet deelgenomen                   | Niet deelgenomen                   | Niet deelgenomen                   | Niet deelgenomen                   | Niet deelgenomen                   |
| 2013                   | Niet deelgenomen                   | Niet deelgenomen                   | Niet deelgenomen                   | Niet deelgenomen                   | Niet deelgenomen                   | Niet deelgenomen                   | Niet deelgenomen                   | Niet deelgenomen                   |
| 2018                   | Niet deelgenomen                   | Niet deelgenomen                   | Niet deelgenomen                   | Niet deelgenomen                   | Niet deelgenomen                   | Niet deelgenomen                   | Niet deelgenomen                   | Niet deelgenomen                   |
| Totaal                 | 0/3                                | 0                                  | 0                                  | 0                                  | 0                                  | 0                                  | 0                                  | 0                                  |

 Kampioenen   Runners-up   Derde plaats   Vierde plaats

## Team

### Coaching historie
| Periode      | Bondscoach     |
| ------------ | -------------- |
| 2014 - 2018  | Florent Beqiri |
| 2018 - heden | Agron Shabani  |